# كأس جمهورية أيرلندا 2008
كأس جمهورية أيرلندا 2008 (بالإنجليزية: 2008 FAI Cup)‏ هو الموسم 85 من كأس جمهورية أيرلندا. أقيم خلال الفترة 30 مارس 2008 وحتى 23 نوفمبر 2008، وأشرف على تنظيمه اتحاد أيرلندا لكرة القدم، وفاز فيه نادي بوهيميان.